# Einpersonengesellschaft (Europäische Union)
Die europäische Einpersonengesellschaft (SUP), lateinisch Societas Unius Personae, war eine geplante Rechtsform in der Europäischen Union und im Europäischen Wirtschaftsraum. Es handelte sich dabei um eine Gesellschaft mit einem einzigen Gesellschafter (Einpersonengesellschaft), bei der die Haftung auf das Gesellschaftsvermögen beschränkt gewesen wäre, wie beispielsweise bei der Gesellschaft mit beschränkter Haftung.
Mit dieser Rechtsform wollte die EU mit einer eigenen Richtlinie (SUP-Richtlinie) die Gründung von europaweit agierenden, kostengünstigen, voll rechtsfähigen und handlungsfähigen Einpersonengesellschaften mit einem Mindeststammkapital von nur einem Euro und nach weitgehend einheitlichem Rechtsprinzipien ermöglichen und fördern (siehe auch: Europäische Integration).

## Vorprojekte
Vor diesem Vorschlag einer Einpersonengesellschaft mbH (SUP) hat die Kommission bereits die Europäische Privatgesellschaft zu etablieren versucht. Dies ist jedoch, trotz Zustimmung der Wirtschaft, gegen die Widerstände der EU-Mitgliedstaaten nicht gelungen. Die Bestimmungen der Richtlinie 2009/102/EG vom 16. September 2009 wurden in Teil 1 dieses Richtlinienvorschlags übernommen (siehe Anhang 2 des Richtlinienvorschlags mit einer Vergleichstabelle).

## Ziel und Zweck der Richtlinie
In der Europäischen Union gibt es rund 21 Millionen KMU, von denen rund 12 Millionen beschränkt haftende Gesellschaften sind, davon bereits heute etwa die Hälfte (5,2 Millionen) Gesellschaften mit beschränkter Haftung mit einem einzigen Gesellschafter. Es besteht daher nach Ansicht der Europäischen Kommission und von dazu konsultierten Expertengruppen ein erhebliches Potential für diese Rechtsform in der EU.
Das übergeordnete Ziel und der Zweck dieses Vorschlags der Kommission für eine Einpersonengesellschaft mbH ist es, potenziellen Unternehmensgründern und insbesondere KMU die Gründung von Gesellschaften im Ausland zu erleichtern (Beschränkungen der Niederlassungsfreiheit abzubauen). Dies soll das grenzüberschreitende Unternehmertum fördern, unterstützen und mehr Wachstum, Innovation und Beschäftigung in der Union herbeiführen sowie durch die Harmonisierung von Vorschriften die Einrichtungs- und Betriebskosten senken.
Der Vorschlag für die SUP sieht nicht eine neue supranationale Rechtsform für Einpersonengesellschaften vor (wie zuvor bei der Europäischen Privatgesellschaft. Siehe auch die geplante supranationale Europäische Stiftung – FE). Gesellschaften mit beschränkter Haftung mit einem einzigen Gesellschafter, die es bereits gesellschaftsrechtlich in allen Unionsmitgliedstaaten gibt, werden als SUP bezeichnet, wenn diese als solche nach der SUP-Richtlinie errichtet oder umgewandelt werden. Durch diese Harmonisierung von nationalen gesellschaftsrechtlichen Vorschriften, z. B. über die vorgeschlagene SUP-Richtlinie, soll erreicht werden, dass bestehende Beschränkungen im Binnenmarkt für die grenzüberschreitende Tätigkeit von Gesellschaften abgebaut werden.

## Vorteile der SUP
Durch die geplante Möglichkeit, dass die SUP online und mit einem Standardformular relativ formlos gegründet werden kann, sollten sich erhebliche Einsparungen für die Gründer ergeben. Die SUP bietet natürlichen Personen und juristischen Personen auch die Möglichkeit, europaweit als rechtliche Einheit aufzutreten. Nationale Unterschiede bleiben jedoch dennoch bestehen, da die SUP nur ein rechtlicher Rahmen ist, der über die nationale Gesellschaftsform der Gesellschaft mit beschränkter Haftung (GmbH, GesmbH) gestülpt wird. Es wird bewusst nur eine Harmonisierung der nationalen Bestimmungen angestrebt und keine Vereinheitlichung (wie z. B. durch eine europäische Verordnung).
Durch die sehr niederen Anforderung an die Höhe des Gründungskapitals von einem Euro wird die SUP vor allem für kleine Unternehmen als Rechtsform interessant sein.

## Gründung und Gründungserfordernisse
Die Gründung der SUP soll mit einem Mindestkapital von nur einem Euro möglich sein und ohne jegliches förmliches Eintragungsverfahren auskommen. Auch soll der Unionsmitgliedstaat, in dem die SUP registriert ist (Sitzstaat) nicht auch zwingend der Staat sein, in dem die tatsächlichen Geschäftsausübung (Hauptverwaltung) geschieht. Dadurch sollen die Unternehmen die Vorteile des Binnenmarkts besser und in vollem Umfang nutzen können.
Der Gläubigerschutz, der durch das Mindestgesellschaftskapital von nur einem Euro unter Umständen nicht mehr gegeben ist, soll durch die, den Geschäftsführern bzw. dem einzigen Gesellschafter der SUP auferlegten Pflicht zur Kontrolle der Gewinnausschüttungen geschützt werden.
Die Gründung der SUP soll grundsätzlich online nach einem Standardformular erfolgen. Zudem soll ein Bilanztest und eine Solvenzbescheinigung erforderlich sein.

### Gründer
Als Gründer einer SUP kann eine natürliche oder juristische Person auftreten, auch wenn diese juristische Person bereits selbst eine Einmannpersonengesellschaft mit beschränkter Haftung ist.

### Neugründung oder Umwandlung
Eine SUP kann gemäß dem Richtlinienvorschlag nur
- durch Gründung einer neuen Gesellschaft (ex nihilo)  oder
- durch Umwandlung einer bereits in einer anderen Gesellschaftsrechtsform bestehenden Gesellschaft[11]

entstehen. Eine in eine SUP umgewandelte Gesellschaft behält die Rechtspersönlichkeit. Die Umwandlung soll nach dem nationalen Recht des Staates erfolgen, in dem die Vorgesellschaft bestanden hatte. Eine bestehende SUP soll in eine andere Rechtsform nach nationalem Recht umgewandelt werden können. Erfüllt die SUP nicht mehr die Voraussetzungen der Richtlinie, dann muss sie entweder in eine andere Gesellschaftsrechtsform umgewandelt oder aber aufgelöst werden.

### Satzung
Der Richtlinienvorschlag der Kommission enthält eine Standardvorgabe für eine SUP-Gründungssatzung. Bei der Online-Eintragung sollen diese Standardvorgaben zwingend von den Mitgliedstaaten vorgeschrieben sein. Die Mindestinhalte der Vorlage sind dabei noch festzulegen.
Die Satzung kann nach der Eintragung der SUP geändert werden, soweit diese Änderungen mit der SUP-Richtlinie und dem nationalen Recht vereinbar sind. Für die SUP und ihre Satzung ist das nationale Recht des Mitgliedstaats maßgebend, in dem die SUP eingetragen ist.

### Eintragung
Die Bestimmungen im Richtlinienvorschlag über das Eintragungsverfahren und die Eintragung sind der Kern der Richtlinie. Durch diese Bestimmungen wird die Möglichkeit, die SUP grenzüberschreitend tätig werden zu lassen und die Vorteile des Binnenmarktes zu nutzen, erst rechtsverbindlich. Dabei sind vor allem die Online-Eintragung und die Möglichkeit der Verwendung jeder Amtssprache der EU wesentliche Elemente. Der Gründer einer SUP soll damit nicht mehr verpflichtet sein, selbst oder durch einen Bevollmächtigten im entsprechenden Unionsmitgliedstaat physisch anwesend aufzutreten und unter Umständen alle Unterlagen und Eingaben zu übersetzen. Auch sind die Dokumente, die der SUP-Gründer im entsprechenden Unionsmitgliedstaat für die Gründung vorzulegen hat abschließend aufgezählt und reglementiert. Erfolgt die Eintragung der SUP nicht online, sollen die oben beschriebenen Vorteile nicht gelten, sofern der Unionsmitgliedstaat hier nicht von sich aus Erleichterungen vorsieht.
Die SUP wird in dem Unionsmitgliedstaat eingetragen, in dem sie ihren satzungsmäßigen Sitz haben soll. Die Eintragung der SUP muss innerhalb von drei Arbeitstagen vollständig abgeschlossen sein (Eintragungsbescheinigung). Die SUP erwirbt die Rechtspersönlichkeit am Tag ihrer Eintragung in das Handelsregister des Eintragungsmitgliedstaats.

### Gesellschaftsformen, die als SUP gegründet oder umgewandelt werden können
Die SUP baut auf dem nationalen Gesellschaftsrecht auf. In Anhang 1 des Richtlinienvorschlages sind die nationalen Gesellschaften angeführt, welche grundsätzlich als SUP gegründet werden können. In Deutschland und Österreich soll dies die Gesellschaft mit beschränkter Haftung sein. Die EWR-Staaten sind in Anhang 2 zum Richtlinienvorschlag noch nicht aufgeführt, doch wird es z. B. für Liechtenstein wohl ebenfalls die Gesellschaft mit beschränkter Haftung sein, unter Umständen auch die Anstalt privaten Rechts. Die Schweiz ist weder Mitglied der Europäischen Union noch des europäischen Wirtschaftsraums. Daher ist gemäß dem bisherigen Richtlinienentwurf eine SUP mit Sitz und Hauptverwaltung in der Schweiz nicht möglich (wohl aber, dass der satzungsmäßigen Sitz oder die Hauptverwaltung oder die Hauptniederlassung außerhalb der EU liegt). Schweizer Unternehmen können allerdings voraussichtlich über Tochterunternehmen mit Sitz in der EU bzw. dem EWR eine SUP besitzen oder sich an einer solchen beteiligen.
Wenn ein Mitgliedstaat auch Aktiengesellschaften oder anderen Gesellschaftsformen die Möglichkeit einräumt, einen einzigen Anteilseigner zu haben, so sollen die Vorschriften des Teils 1 der Richtlinie auch für diese Gesellschaften gelten (eingeschränkt für die Umwandlung).

## Organisation und Verfahren der SUP

### Gesellschafter
Die SUP besteht nur aus einem Gesellschafter. Der einzige Gesellschafter übt die Befugnisse der Gesellschafterversammlung aus.

### Gesellschaftsanteile
Eine SUP hat nur einen Gesellschafter und darf daher auch nur einen Anteil ausgeben. Dieser darf nicht weiter unterteilt werden. Der einzige Anteil der SUP soll von dieser weder direkt noch indirekt Selbst erworben werden können und weder direkt oder indirekt in ihrem Eigentum stehen dürfen. Die mit dem einzigen Anteil verbundenen Rechte sollen nur von einer Person ausgeübt werden. Sollte an einem Anteil aufgrund nationaler Bestimmungen Miteigentum möglich sein, soll nur ein Vertreter befugt sein, im Namen der Miteigentümer (als der SUP-Gesellschafter) zu handeln.
Das Stammkapital soll mindestens ein Euro betragen (oder das Äquivalent 1 in der Landeswährung – z. B. ein Schweizer Franken in Liechtenstein). Für einen Anteil sollen keine Höchstwerte eingeführt werden oder das eingezahlte Kapital anders begrenzt werden. Ebenso sollen keine zwingenden Regelungen zur Bildung gesetzlicher Rücklagen bestehen.  Der einzige Gesellschafter der SUP haftet nur bis zur Höhe des gezeichneten Stammkapitals. Die Erhöhung oder Senkung des Stammkapitals soll in bar oder als Sachleistung möglich sein. Das gezeichnete und eingezahlte Kapital soll in Brief- und Auftragsformularen auf Papier oder sonstigen Trägern anzugeben sein sowie, wenn Gesellschaft über eine Website verfügt, auch dort.

### Beschlussfassung
Die Beschlussfassungsbefugnisse des einzigen Gesellschafters ist grundsätzlich ohne eigene Gesellschafterversammlung möglich (da nur ein Gesellschafter). Der Umfang der zwingend notwendigen Beschlussfassungen durch den einzigen Gesellschafter wird durch den Richtlinienvorschlag vorgegeben. Beschlüsse des einzigen Gesellschafters sollen grundsätzlich schriftlich dokumentiert werden. Aufbewahrungsfrist mindestens fünf Jahre.

### Geschäftsführung
Geschäftsführer einer SUP (Leitungsorgan) sollen nur natürliche Personen sein können. Ausnahme: Wenn das nationale Recht des Eintragungsmitgliedstaats es erlaubt, können auch juristische Personen als Geschäftsführer bestellt werden (z. B. in Liechtenstein). Bei der SUP kann auch ein De-facto-Geschäftsführer tätig werden.
Die Richtlinie enthält weitere Bestimmungen z. B. über die Weisungsbefugnis des einen Gesellschafters, die Bestellung und die Entlassung des Geschäftsführers etc.
Geschäftsführer der SUP sollen persönlich für die Empfehlung oder Anordnung einer Gewinnausschüttung haften, wenn sie wussten oder in Anbetracht der Umstände hätten wissen müssen, dass die Gewinnausschüttung gegen Absatz 2 oder 3 (von Artikel 18) verstoßen würde. Dies gilt auch für den einzigen Gesellschafter in Bezug auf die in Artikel 21 genannten Beschlüsse über die Vornahme einer Gewinnausschüttung.

### Gewinnausschüttung
Eine Gewinnausschüttungen (z. B. Dividende) an den einzigen Gesellschafter der SUP ist zulässig:
- wenn der Bilanztest ergeben hat, dass die nach der Gewinnausschüttung verbleibenden Vermögenswerte der SUP ausreichen, um ihre Verbindlichkeiten in vollem Umfang abzudecken und
- wenn eine Solvenzbescheinigung vom Leitungsorgan dem einzigen Gesellschafter vorlegt wurde, bevor eine Gewinnausschüttung vorgenommen wird.[40]

## Rechtliche Grundlagen
Der Vorschlag der Kommission stützt sich auf Artikel 50 AEUV (Tätigwerden der EU im Bereich des Gesellschaftsrechts). Für die Einpersonengesellschaft (SUP) sollen die gesellschaftsrechtlichen Vorschriften im Sinne der geplanten Richtlinie soweit harmonisiert werden, dass für die SUP in allen Mitgliedstaaten dieselben Vorschriften für die Errichtung und den Betrieb gelten würden.

## Aufbau des Richtlinienvorschlags
Der Richtlinienvorschlag der Kommission für die SUP besteht aus drei Teilen mit gesamt sieben Kapiteln mit 33 Artikeln.
- Teil 1: Allgemeine Vorschriften für Gesellschaften mit beschränkter Haftung mit einem einzigen Gesellschafter, die für alle in Anhang I aufgeführten Gesellschaften, einschließlich der in Teil 2 der Richtlinie genannten Gesellschaften gelten.
- Teil 2: Besondere Vorschriften für die Societas Unius Personae (SUP)
  - Kapitel 1: Allgemeine Bestimmungen
  - Kapitel 2: Errichtung einer SUP
  - Kapitel 3: Satzung
  - Kapitel 4: Eintragung einer SUP
  - Kapitel 5: Einziger Anteil
  - Kapitel 6: Stammkapital
  - Kapitel 7: Organisation und Verfahren der SUP
- Teil 3: Schlussbestimmungen

## Kritik und Zurücknahme des Vorschlages
An der SUP wurde bereits Kritik geübt, insbesondere seien:
- ausreichende flankierende Maßnahmen zum Gläubigerschutz (z. B. zur Bildung ausreichender Rücklagen);
- ausreichende Maßnahmen zur verlässlichen Überprüfung der Identität des Gründungsgesellschafters;
- ausreichende Maßnahmen zur verlässlichen Überprüfung der Identität des wirtschaftlich Berechtigten;
- ausreichender Schutz der nationalen steuer-, sozialversicherungs- und arbeitsrechtlichen Vorschriften.

erforderlich. Im Rechtsausschuss des Europäischen Parlaments (JURI) und im Ausschuss für Binnenmarkt und Verbraucherschutz (IMCO) wurde der Richtlinienvorschlag Anfang Dezember 2014 wegen des mangelnden Gläubigerschutzes, fehlender Arbeitnehmermitbestimmung und der Begünstigung von Steuerbetrug durch die Trennung von Satzungs- und Verwaltungssitz mehrfach kritisiert.
Am 28. Januar 2016 hat der Rechtsausschuss des EU-Parlaments (JURI) ein zweites Arbeitsdokument bezüglich der SUP-Richtlinie diskutiert. Nunmehr schlägt der Berichterstatter Luis de Grandes Pascual (EVP) darin unter anderem eine Beschränkung des Anwendungsbereichs der Richtlinie auf kleine und Kleinstunternehmen (KMU) und eine neue Regelung zur Sitzeinheit der SUP vor.  Die Zustimmung der Abgeordneten zum SUP-Richtlinienvorschlag ist jedoch weiterhin zurückhaltend bis kritisch.
Am 4. Juli 2018 hat die Europäische Kommission den Vorschlag zur Richtlinie zurückgezogen. Nach mehrjährigen Verhandlungen mit dem Rechtsausschuss des Europäischen Parlaments war klar, dass für die Verabschiedung der Richtlinie keine Mehrheit zustande kommen würde.

## Aufzuhebender Rechtsakt
Mit der Richtlinie 2009/102/EG vom 16. September 2009 wurde es den bereits nach nationalem Recht bestehenden Gesellschaften mit beschränkter Haftung mit einem einzigen Gesellschafter ermöglicht, in der ganzen Union tätig zu sein. Diese Richtlinie soll mit dem Inkrafttreten der SUP-Richtlinie aufgehoben werden.